# Querung über die Straße von Tiran

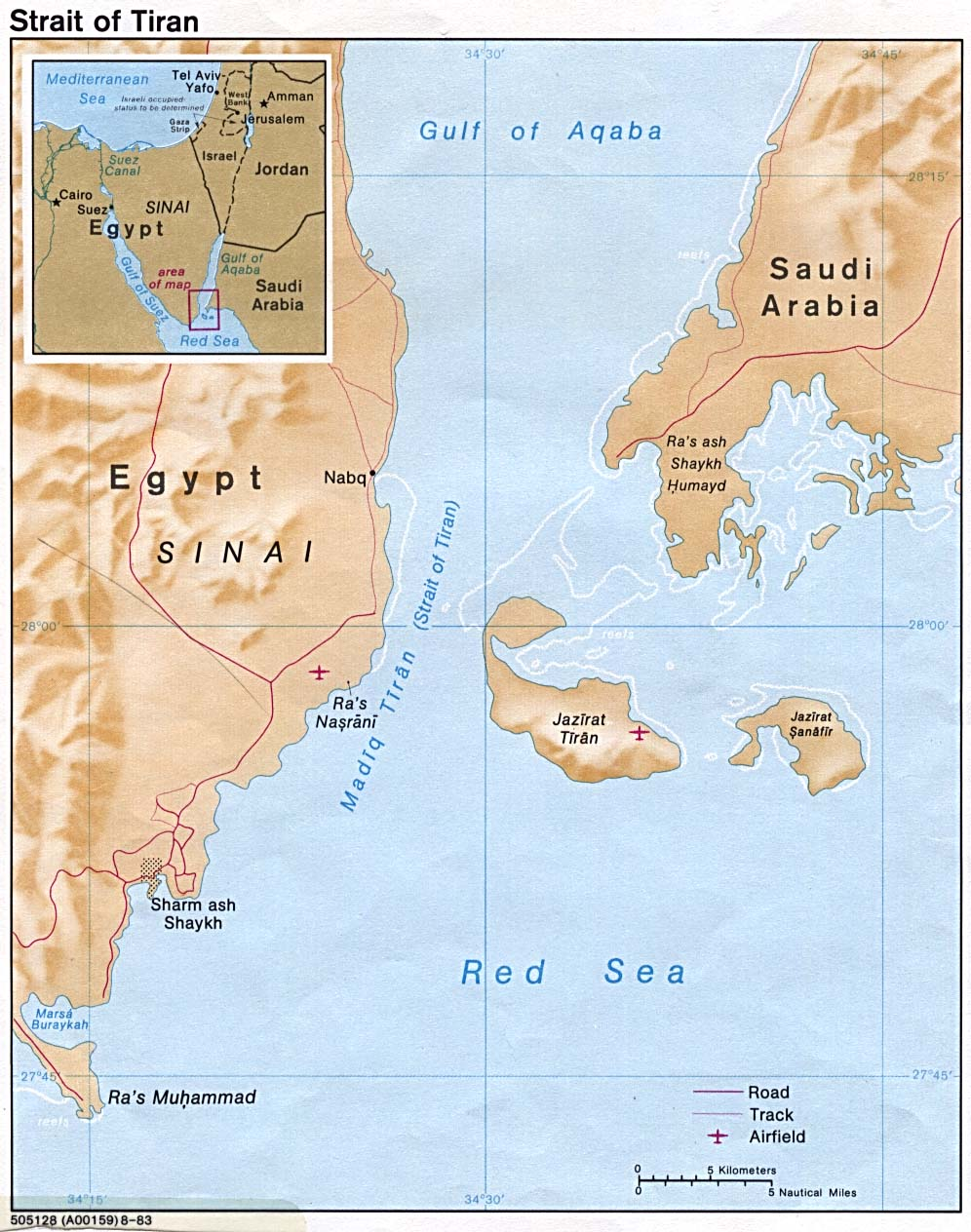
Straße von Tiran, Region des vorgeschlagenen Projekts

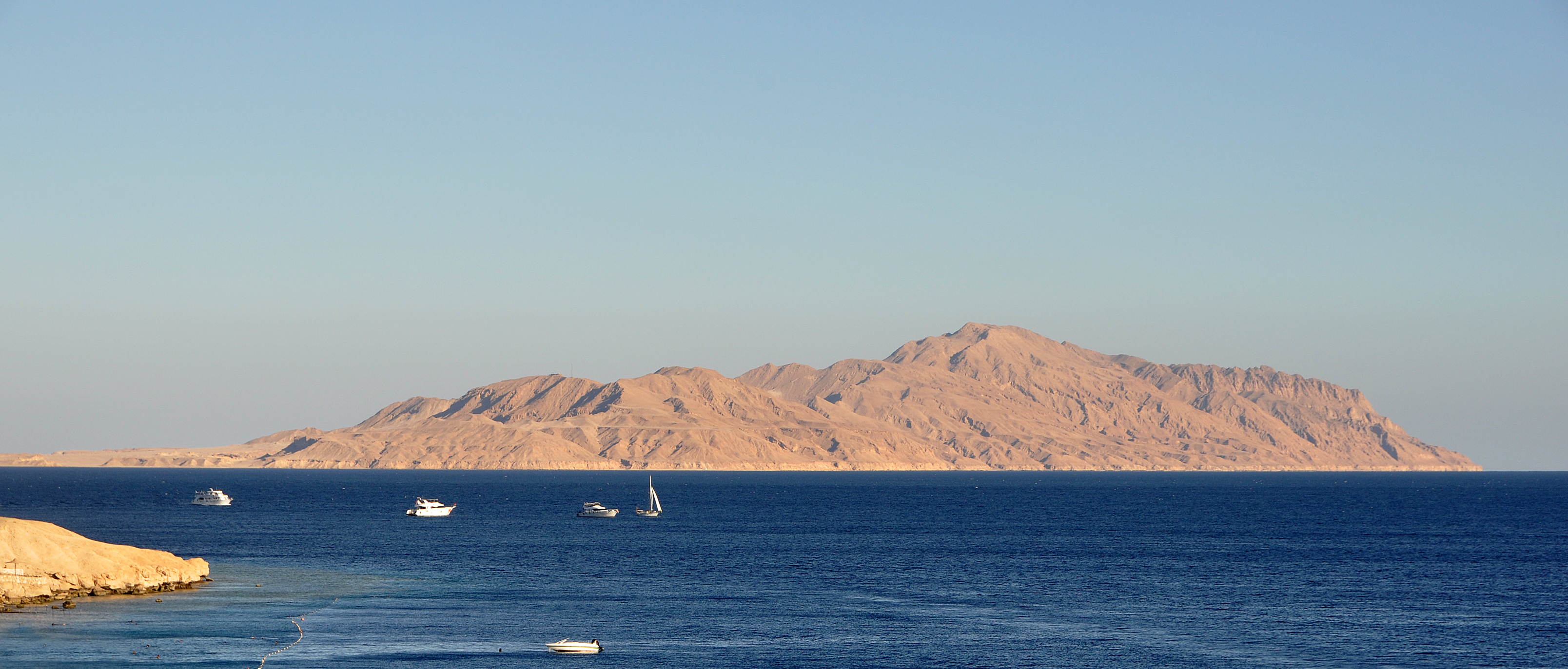
Die Straße von Tiran und die Insel Tiran im Roten Meer

Die Querung über die Straße von Tiran ist ein Vorschlag, Ägypten und Saudi-Arabien mit einem Damm und einer Brücke über die Straße von Tiran zu verbinden. Das gesamte Projekt würde voraussichtlich etwa vier Milliarden US-Dollar kosten. Die Querung würde Tabuk in Saudi-Arabien und den Ferienort Scharm El-Scheich auf der Sinai-Halbinsel am Roten Meer verbinden sowie Tiran am Eingang des Golfs von Akaba passieren.
Im Frühjahr 2016 äußerte sich der saudische König Salman Abdul Aziz Al Saud nach einem Besuch in Kairo dazu, dass das Vorhaben umgesetzt werden soll. Es steht im Zusammenhang mit dem Großprojekt Neom.